# Vikatteenvarsijärvi
Vikatteenvarsijärvi är en sjö i Kiruna kommun i Lappland och ingår i Torneälvens huvudavrinningsområde. Sjön har en area på 0,0537 kvadratkilometer och ligger 281,2 meter över havet.

## Delavrinningsområde
Vikatteenvarsijärvi ingår i det delavrinningsområde (752288-175175) som SMHI kallar för Mynnar i Torneälvens vattendragsyta. Medelhöjden är 304 meter över havet och ytan är 69,24 kvadratkilometer. Det finns inga avrinningsområden uppströms utan avrinningsområdet är högsta punkten. Mikkelijoki som avvattnar avrinningsområdet har biflödesordning 2, vilket innebär att vattnet flödar genom totalt 2 vattendrag innan det når havet efter 309 kilometer. Avrinningsområdet består mestadels av skog (59 procent) och sankmarker (35 procent). Avrinningsområdet har 1,04 kvadratkilometer vattenytor vilket ger det en sjöprocent på 1,5 procent.